# 다중 사용자
다중 사용자(문화어: 다중리용자)는 여러 명의 컴퓨터 사용자에 의한 동시 접근을 허용하는 운영 체제나 응용 소프트웨어를 정의하는 용어이다.
메인프레임 컴퓨터를 위한 대부분의 일괄 처리 시스템은 입출력 명령이 끝날 때까지 기다리는 동안 CPU 유휴를 피하기 위한 다중 사용자라고 생각할 수도 있다. 그러나 멀티태스킹이라는 용어가 이러한 환경에서 더 흔히 쓰인다.
여러 명의 원격 사용자가 유닉스 셸 프롬프트에 동시에 접속하는 유닉스 서버가 한 예이다. 다른 예로는 한 대의 컴퓨터에 의해 여러 모니터를 걸쳐 X 세션을 사용하는 것이다.

## 같이 보기
- 단일 사용자 모드